# Бёджеклер, Берил
Берил Бёджеклер (тур. Beril Böcekler; род. 7 февраля 2004, Анкара) — турецкая пловчиха, специализирующаяся в плавании вольным стилем. Рекордсменка Турции и участница Олимпийских игр.

## Биография
Берил Бёджеклер родилась 7 февраля 2004 года.

## Карьера
Представляет клуб «Enka SK» из Стамбула.

### 2018
Берил Бёджеклер выиграла соревнования в плавании на 400 м и 800 м вольным стилем на юниорском чемпионате Турции на короткой воде, а также выступила и во взрослом национальном чемпионате, заняв первое и второе места, соответственно. На турнире Belgrade Trophy 2018 в Сербии она также выиграла соревнования на этих дистанциях. Берил Бёджеклер приняла участие на Средиземноморских играх 2018 в Таррагоне, где стала 11-й на дистанции 800 м, 21-й на 400 м вольным стилем. На юниорском чемпионате Европы в Финляндии лучший результат показала на дистанции 1500 м, став девятой. На взрослом чемпионате Европы в Глазго заняла 16-е, 15-е и 14-е места на дистанциях 400 м, 800 м и 1500 м вольным стилем. На чемпионате мира среди юниоров в Китае заняла 18-е и 16-е места на 400 м и 800 м вольным стилем, соответственно.

### 2019
Выступила на турнире памяти Камиль Мюффа во Франции, где стала четвёртой на дистанции 400 м вольным стилем и 17-й на дистанции 1500 м. Выиграла золото на чемпионате Турции среди юниоров на дистанциях 400 м, 800 м и 1500 м вольным стилем, соответственно. Также на первых двух перечисленных дистанциях она выиграла на проходившем в Австрии молодёжном турнире. Также она выиграла третье золото на дистанции 200 м вольным стилем. На чемпионате Европы среди юниоров в Казани выиграла две серебряных медали на «стайерских» дистанциях 800 м и 1500 м вольным стилем. На Европейском юношеском олимпийском фестивале в Баку завоевала золотые медали на 200 м, 400 м и 800 м вольным стилем. На юниорском чемпионате мира в Будапеште лучший результат показала на дистанции 1500 метров, но остановилась в шаге от медали. Также она стала шестой и седьмой на дистанциях 400 м и 800 м вольным стилем. На взрослом чемпионате Европы на короткой воде не сумела пройти дальше первого раунда, став 29-й на 200 м вольным стилем, 12-й на 400 м вольным стилем и 18-й на 800 м вольным стилем. На чемпионате Турции на короткой воде вновь выиграла золотые медали на дистанциях 400 м, 800 м и 1500 м.

### 2021
На перенесённом на 2021 год чемпионате Европы 2020 года в Будапеште она стала пятой на дистанции 400 м вольным стилем, преодолев дистанции за 4 минуты 8,18 секунды. Она также участвовала на дистанции 800 м и 200 м, но остановилась в квалификации на 13-м и 52-м местах, соответственно. На чемпионате Европы среди юниоров в Италии завоевала серебро и бронзу на дистанциях 800 м и 200 м вольным стилем. В плавании на 400 м остановилась в шаге от медали.
На международном турнире в Турции Бёджеклер побила национальный рекорд на 400 м вольным стилем за 4 минуты 6,64 секунды, что также стало лучше квалификационного норматива. Таким образом, Берил Бёджеклер представит Турцию на Олимпийских играх 2020 года в Токио сразу в трёх дисциплинах — 400 м, 800 м и дебютирующую в программе Олимпиад 1500 м вольным стилем.